# Aaron's Way
Aaron's Way é uma série de televisão dramática exibida originalmente pela NBC em 1988. Foi estrelada por Merlin Olsen, Belinda Montgomery e Samantha Mathis.

## Premissa
O filho mais velho de Aaron Miller, Noah, que havia deixado a comunidade Amish para conhecer o mundo morre em um acidente na Califórnia, forçando seu pai a viajar até lá para acompanhar seu funeral. Enquanto está lá, Aaron descobre que seu filho estava vivendo com uma moça, Susanna Lo Verde, que estava grávida.
De volta à Pensilvânia, Aaron pensa no que fazer e conta a sua mulher que havia mantido contato com o filho através dos correios. Sarah fica impressionada com a revelação, e ao mesmo tempo, um parente de Susanna chega para relatar as dificuldades que ela tem sofrido desde a morte de Noah.
A família viaja até a Califórnia e começa a ajudar a jovem, apesar de não ser bem-vinda em uma sociedade com outros costumes e muito mais tecnologia.

## Elenco
- Merlin Olsen como Aaron Miller
- Belinda Montgomery como Sarah Miller
- Samantha Mathis como Roseanne Miller
- Erin Chase como Martha Miller
- Scott Curtis como Frank Miller
- Kathleen York como Susannah Lo Verde
- Jessica Walter como Connie Lo Verde
- Christopher Gartin como Mickey Lo Verde
- Pierrino Mascarino como Sr. Benvenuto

## Episódios
Aaron's Way consistiu em uma única temporada de 14 episódios, exibidos entre 9 de Março e 25 de Maio de 1988.